# Jankó-klavier

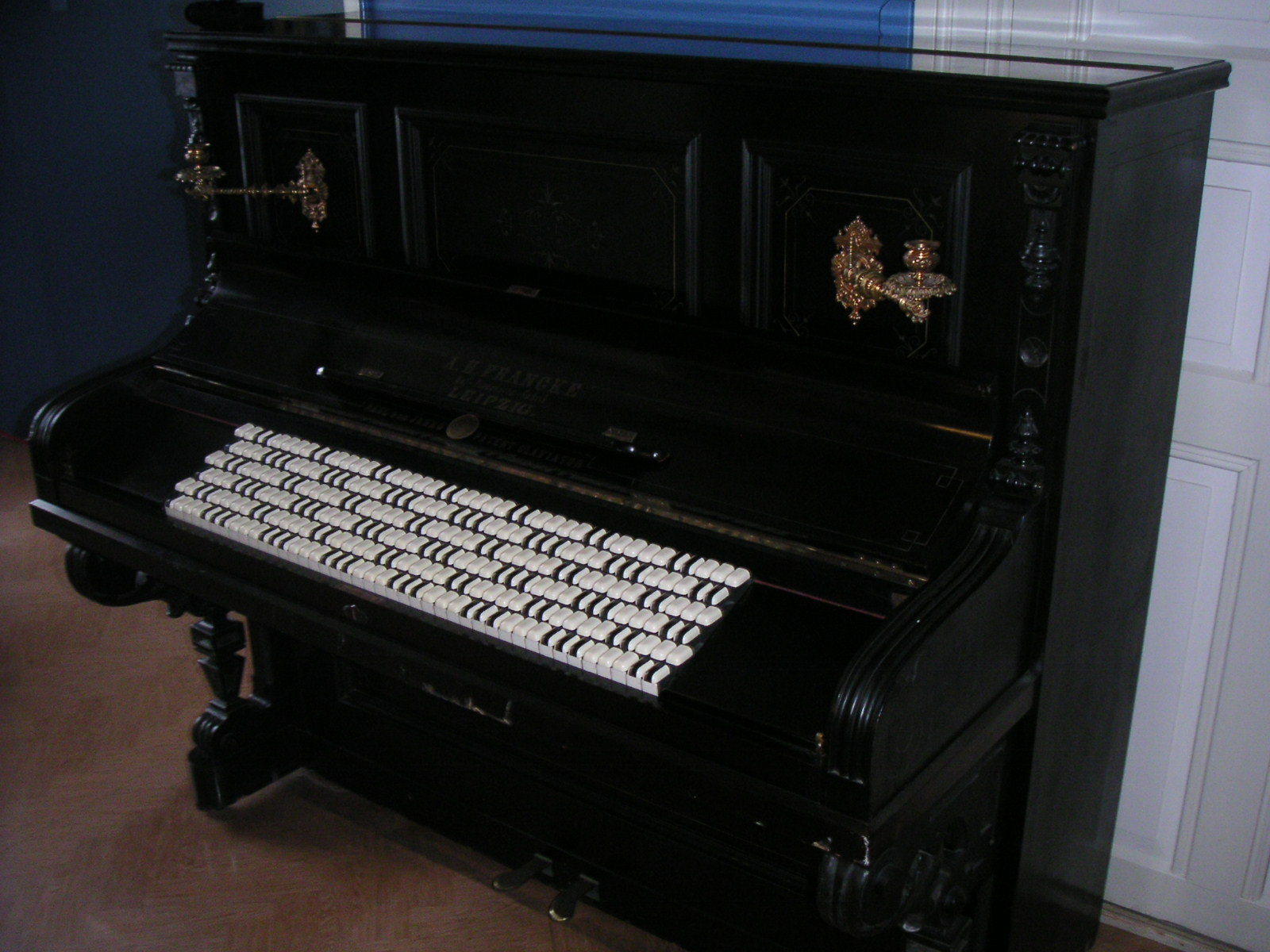
Piano met Jankó-klavier. Op deze foto ziet men, op het eerste gezicht, geen aaneengesloten reeksen van twee en drie "zwarte" toetsen. Dat komt doordat de zwarte toetsen alleen in het midden zwart zijn.

Het Jankó-klavier is een klavier met zes rijen toetsen, in 1882 ontwikkeld door de Hongaarse pianist Paul von Jankó (1856-1919). Door de constructie zijn er voor iedere toon drie aanslagplekken mogelijk, waardoor de hand- en vingerhouding makkelijker kan zijn. Grote akkoorden zouden veel makkelijker te spelen zijn doordat een octaaf op dit klavier een toetsbreedte minder heeft. Men kan in elke toonaard spelen met dezelfde vingerzetting. Op dit klavier zijn er geen onder- en boventoetsen zoals bij een standaard pianoklavier.
Von Jankó schreef een boek hierover, onder de titel Eine neue Klaviatur, dat in 1886 verscheen. Ook publiceerde hij enige artikelen in vakbladen.
Vanaf 1886 gebruikte hij dit klavier bij zijn eigen concertreizen. De Noorse pianist Tekla Nathan Bjerke was een student van Von Jankó en speelde veel concerten in Noorwegen op dit klavier.

Jankó-klavier. De witte toetsen zijn in deze afbeelding getint om te tonen hoe de toetsen gekoppeld zijn.

## Achtergrond
Jankó's klavier is een doorontwikkeling van eerdere pogingen tot het bouwen van een beter toetsenbord. In de 19e eeuw waren reeds diverse experimentele klavieren gebouwd, zoals de klavieren met 36 (zelfs met 104) tonen per octaaf van Carl Andreas Eitz (1848-1924), die weliswaar geschikt waren voor akoestische proeven, maar niet in de uitvoeringspraktijk doordrongen. Een andere poging was van Heinrich Joseph Vincent (1819-1901): een klavier dat streng chromatisch was geordend, zodat het octaaf als volgt was ingedeeld: CC#DD#EFF#GG#ABbBC.
Dit klavier kende dus op zowel de witte als zwarte toetsen een heletoonsreeks. Bijkomend voordeel was een kleinere octaafspanning in de hand. Het idee voor dit toetsenbord was overigens reeds bekend uit 1708, toen Hofrat Conrad Hänfling het voorstelde.
In 1829 bouwde Gaunin een isitoon toetsenbord dat enkel uit witte toetsen op een rij bestond (chromatisch gerangschikt, dus tussen twee opeenvolgende witte toetsen zat een halve secunde, en zwarte toetsen ontbraken geheel).
De uitvinding van Jankó echter had meer succes, mede vanwege de koppeling van toetsen die grotere akkoorden makkelijker speelbaar maakte, en de afgeronde hoeken van de toetsen. In Jankó's klavier zijn bovendien alle toetsen (zwart en wit) even groot, en voelen dus hetzelfde aan. 

## Recente ontwikkelingen
De grootste voorvechter van het Jankóklavier na Paul von Jankó zelf is waarschijnlijk de Amerikaan Paul Vandervoort. Al rond zijn twintigste raakte hij gefascineerd door dit klavier. Hij speelde twintig jaar in het partycircuit op een Rhodes-piano die hij had uitgerust met een zelf gebouwd Jankóklavier, dat over het klavier van de Rhodes werd geplaatst. 
Hij verbouwde diverse piano's en een midi-keyboard bij gebrek aan beschikbaarheid van bespeelbare instrumenten. In 2016 werkte hij met zijn bedrijf Daskin aan een commercieel midi-keyboard dat in versies met een 5- en 6-rijig klavier zou worden uitgebracht.
Vandervoort speelt met indrukwekkend gemak op het Jankóklavier en op Youtube zijn verschillende video's van hem te zien.
In Japan is sinds jaren een keyboard verkrijgbaar dat ook met een Jankóklavier is uitgerust, waarvan de toetsen echter uiterst klein zijn, de Chromatone.
Ondanks de aandacht die de uitvinder op televisie kreeg is het keyboard geen commercieel succes geworden. De keyboards, waarvan twee versies bestaan, zijn daarom in 2016 voor sterk gereduceerde prijzen te verkrijgen.
Er zijn video's te zien op de website die tonen dat zowel de uitvinder zelf, maar ook kinderen, virtuoos op de Chromatone spelen.
In 2016 verscheen van de firma Lippens Keyboard voor het eerst een Jankó-midicontroller met toetsen die qua formaat in de buurt komen van het oorspronkelijke Jankóklavier.
De uitvinder ervan claimt dat zijn klavier een sterke verbetering is van het origineel. Het toetsenbord wordt nu nog in kleine hoeveelheden geproduceerd waardoor het erg duur is. Aan muzikanten die het toetsenbord overtuigend kunnen promoten worden keyboards ter beschikking gesteld of tegen gereduceerd tarief verkocht.
In Duitsland heeft de pianobouwer Reinert op bestelling een akoestische piano met Jankóklavier uitgerust. Hij biedt dit type klavier nu aan.
Kosten van ombouw van een bestaande piano liggen ruim boven € 10.000.

## Citaten
- "Als ik mijn carrière opnieuw zou doen zou het op dit toetsenbord zijn." - Arthur Rubinstein
- "Deze uitvinding zal binnen 50 jaar alle huidige pianoklavieren vervangen hebben!" - Franz Liszt

De voorspellingen van deze bekende pianisten zijn echter niet uitgekomen: de uitvinding van Von Jankó heeft geen grote doorgang gevonden.